# Régiment de Fleury
Pour les articles homonymes, voir Régiment de Fleury (homonymie).
Le régiment de Fleury est un régiment d’infanterie du royaume de France créé en 1689.

## Création et différentes dénominations
- 28 mai 1689 : création du régiment de Tessé
- 17 octobre 1703 : renommé régiment de Sanzay
- 24 septembre 1716 : renommé régiment d'Olonne
- 28 octobre 1721 : renommé régiment de Ligny
- janvier 1740 : renommé régiment de Bauffremont
- 8 juin 1744 : renommé régiment de Fleury
- 18 février 1749 : réformé par incorporation des grenadiers au régiment des Grenadiers de France et du reste au régiment de Rohan-Rochefort

## Équipement

### Drapeaux
3 drapeaux, dont un blanc Colonel, et 2 d’Ordonnance « jaunes & blancs, rayez en travers dans les 4 quarrez, & croix blanches ».

Drapeaux d'Ordonnance
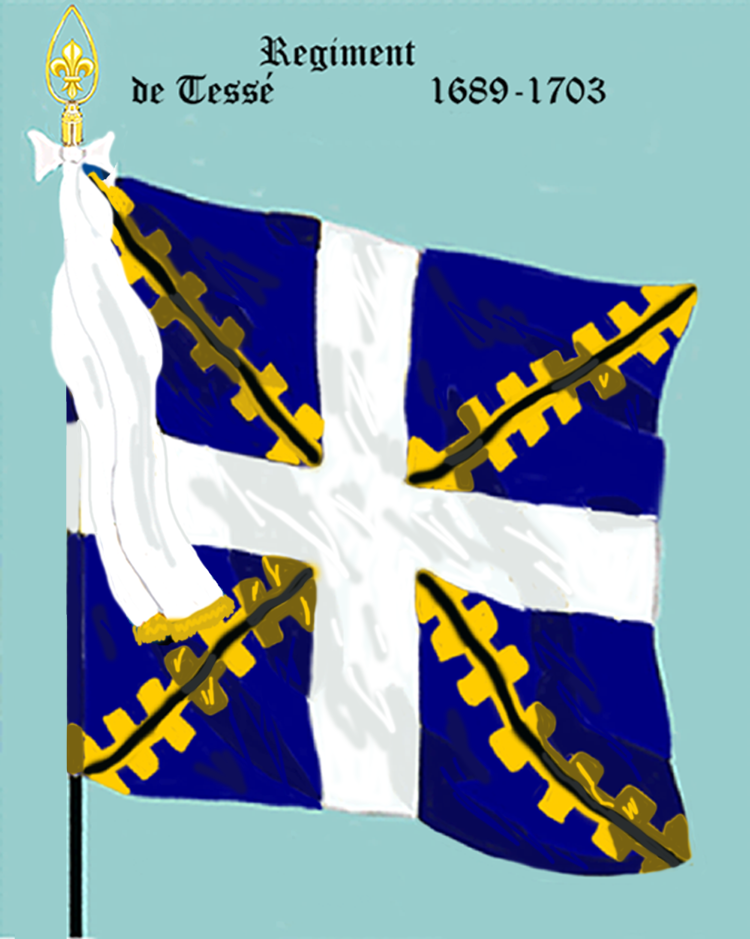
régiment de Tessé de 1689 à 1703
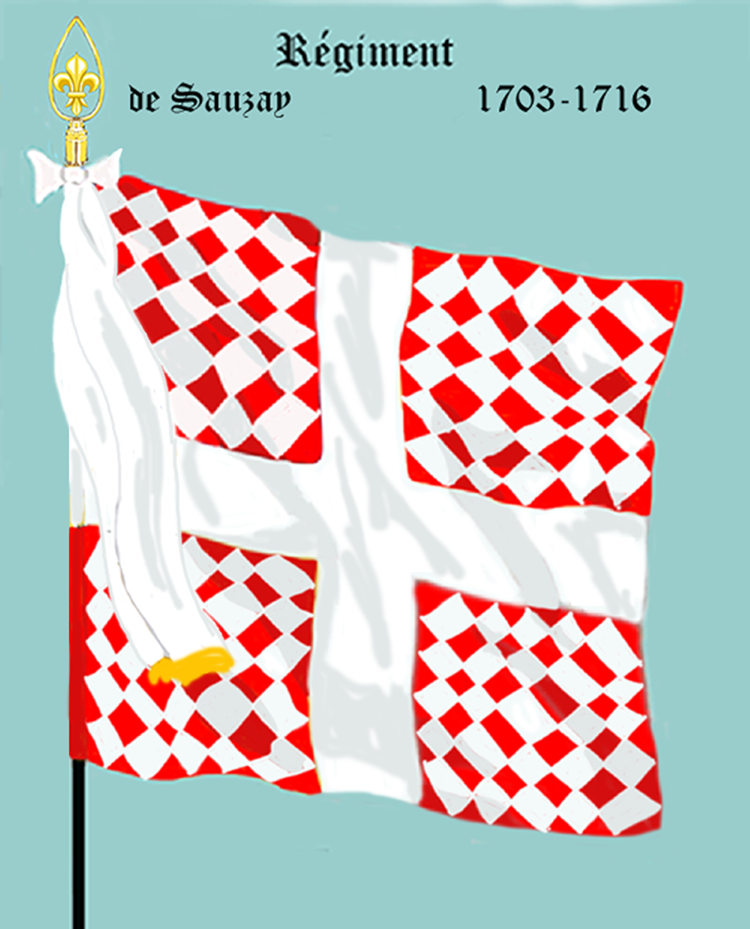
régiment de Sanzay de 1703 à 1716

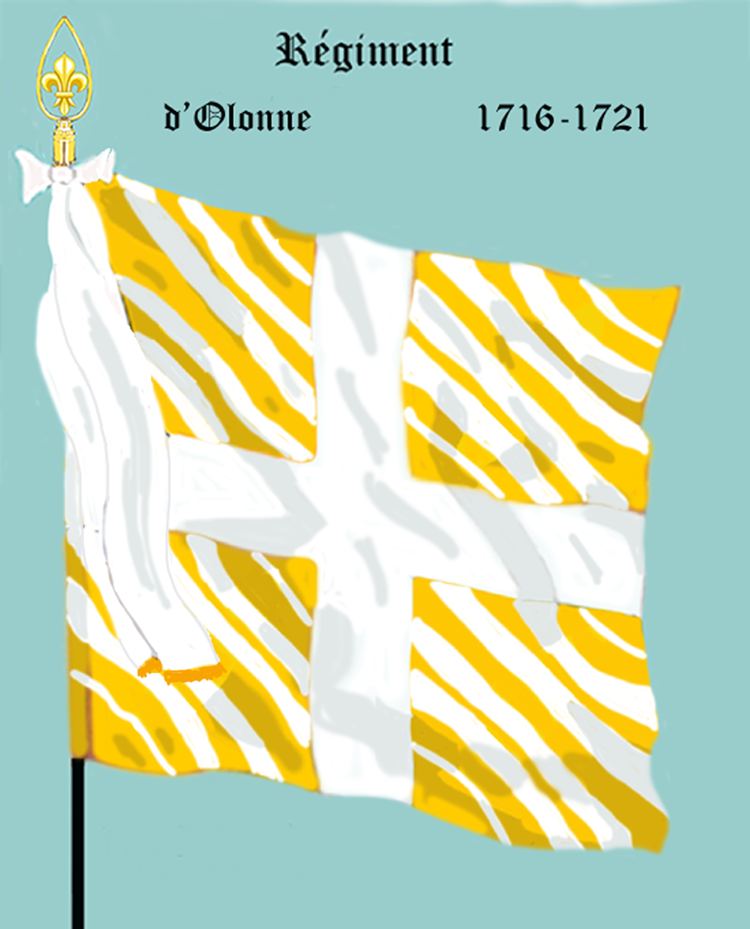
régiment d’Olonne de 1716 à 1721
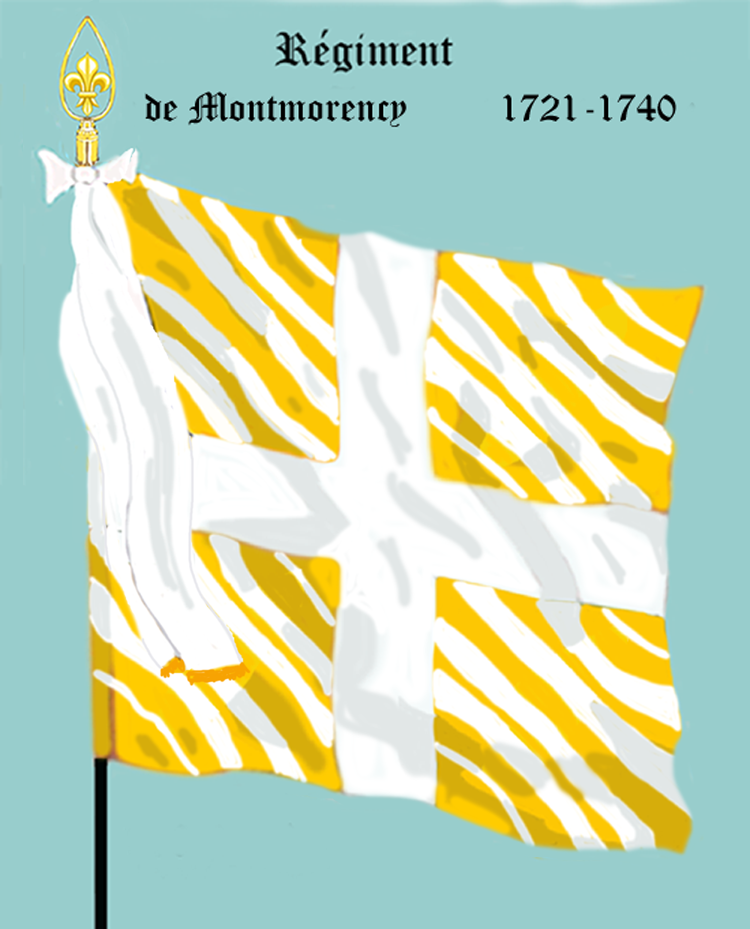
régiment de Ligny de 1721 à 1740
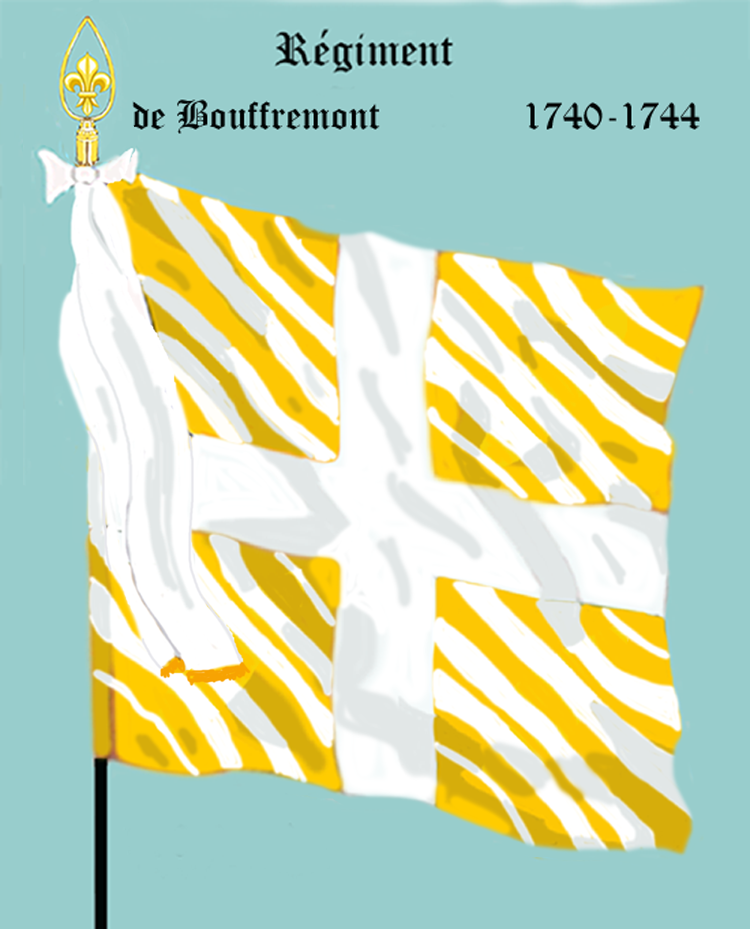
régiment de Bauffremont de 1740 à 1744
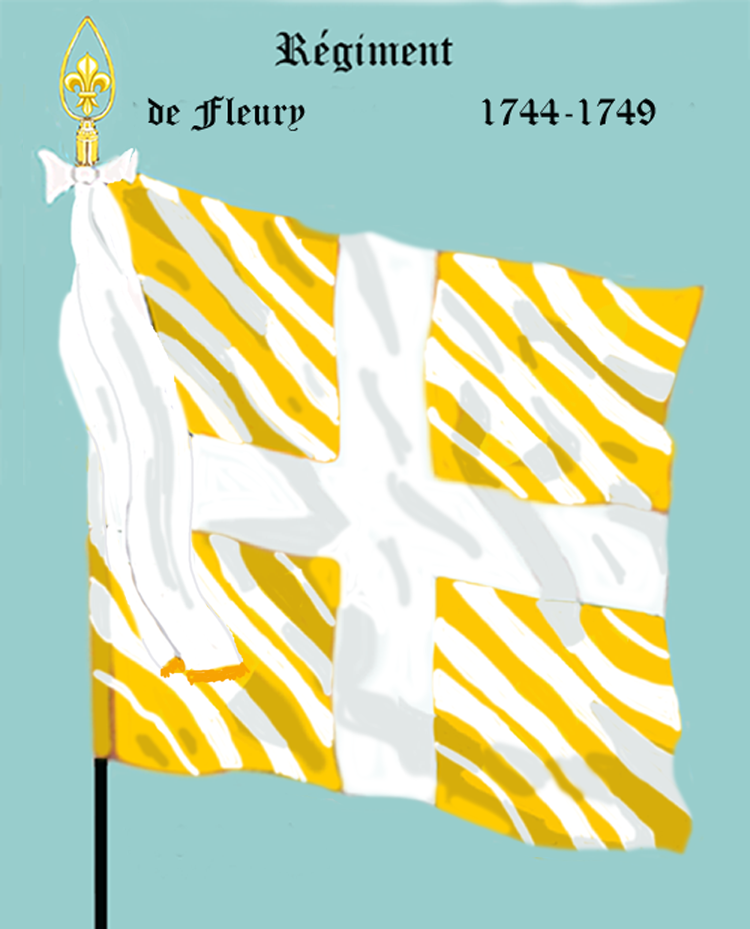
régiment de Fleury de 1744 à 1749

### Habillement
Parements rouges ; boutons et galon dorés.

Uniformes
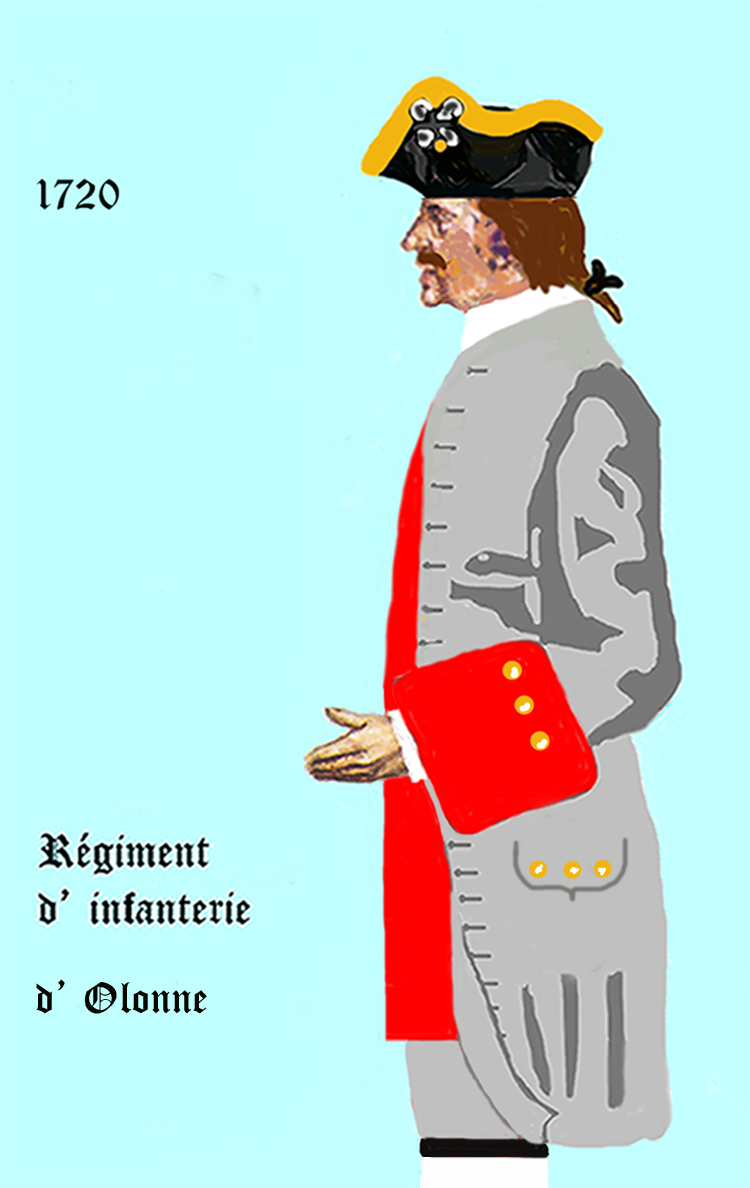
régiment d'Olonne de 1720 à 1721
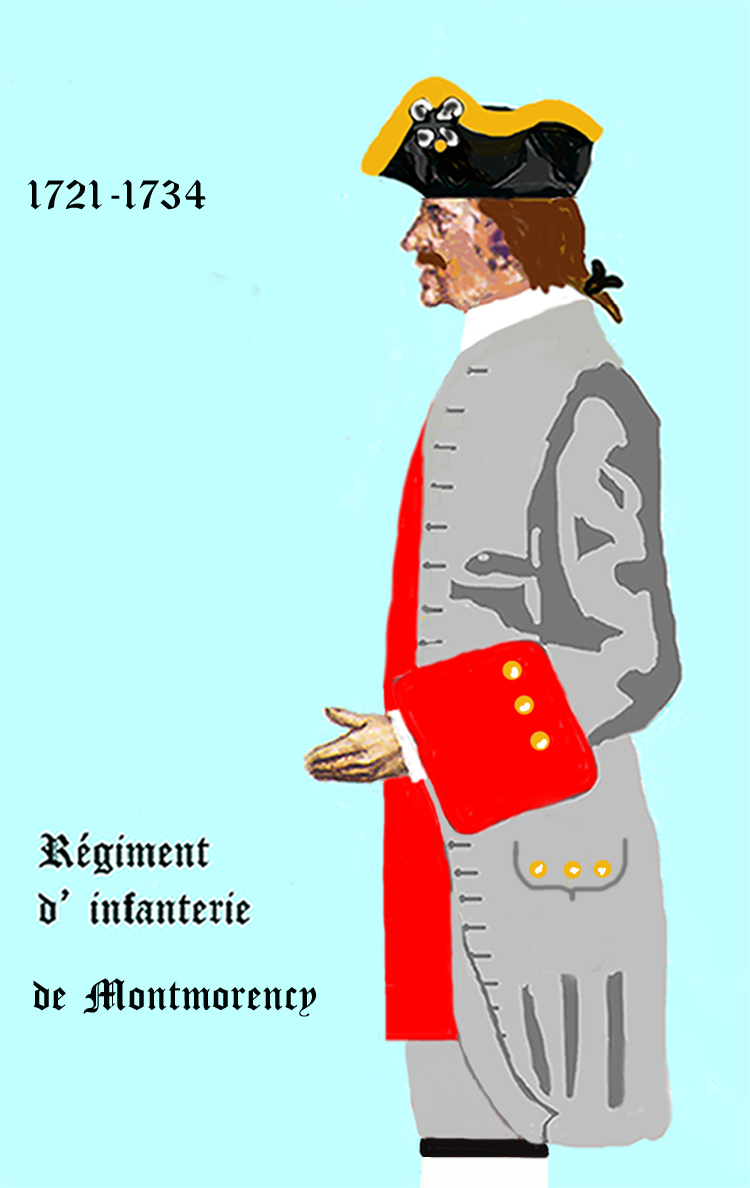
régiment de Ligny de 1721 à 1734
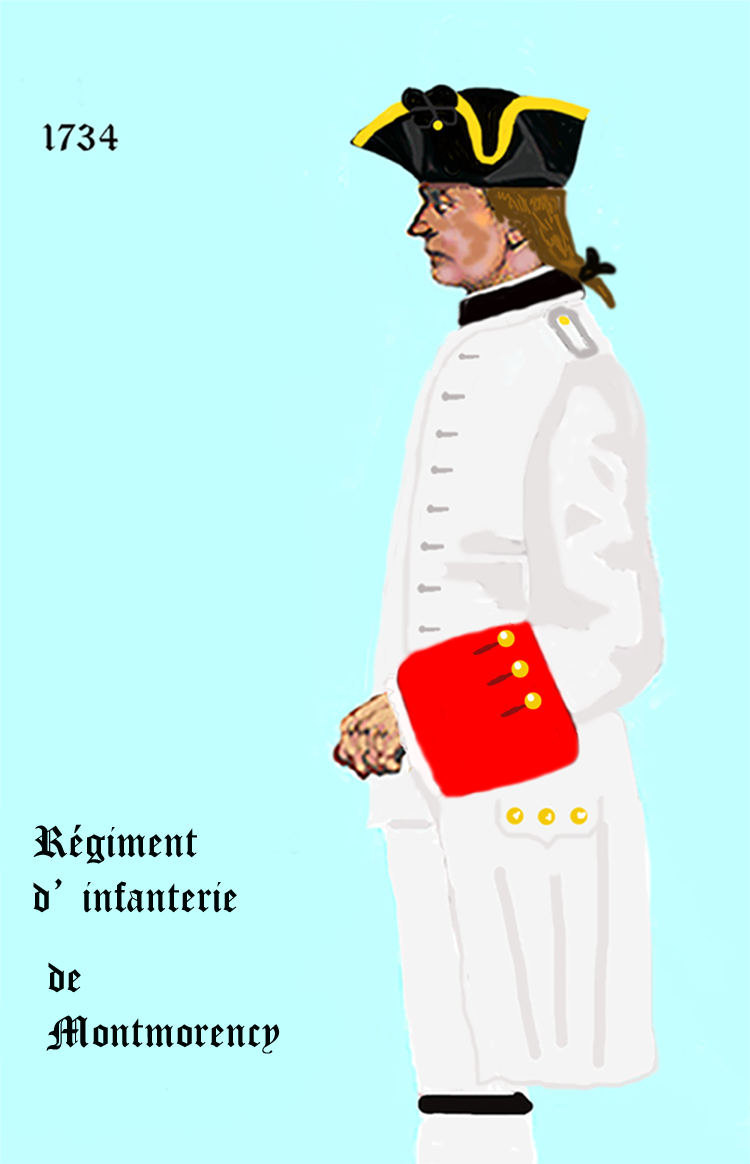
régiment de 1734 à 1749

## Historique

### Colonels et mestres de camp
- 28 mai 1689 : René de Froulay, comte de Tessé, brigadier de dragons le 20 janvier 1678, maréchal de camp le 24 août 1688, lieutenant général des armées du roi le 17 avril 1792, maréchal de France le 14 janvier 1703, † 30 mai 1725
- 1er septembre 1699 : René Mans de Froulay, marquis de Tessé puis comte de Tessé en janvier 1703, fils du précédent, né le 11 novembre 1681, brigadier le 15 mai 1707, maréchal de camp le 1er septembre 1707, lieutenant général des armées du roi le 8 mars 1718, † 22 septembre 1746
- 17 octobre 1703 : Lancelot de Turpin de Crissé, comte de Sanzay
- 24 septembre 1716 : Charles Paul Sigismond de Montmorency-Luxembourg, comte d’Olonne, puis duc d’Olonne, duc de Châtillon le 28 octobre 1731, duc de Bouteville le 14 mars 1736, brigadier le 20 février 1734, maréchal de camp le 1er mars 1738, lieutenant général des armées du roi le 13 août 1744, † 28 février 1769
- 28 octobre 1721 : Anne de Montmorency-Luxembourg, comte de Montmorency-Ligny, brigadier le 1er août 1734, maréchal de camp le 1er janvier 1740, † 16 décembre 1740
- 1er janvier 1740 : chevalier de Listenois de Bauffremont
- 8 juin 1744 : Jean André Hercules de Rosset de Ceilhes, chevalier puis commandeur de Fleury, brigadier le 10 mai 1748, brigadier de cavalerie le 31 janvier 1749, maréchal de camp le 20 février 1761

### Campagnes et batailles
- 1689 - 1690 : Rhin
- 1691 : Savoie, Nice
- 1692 : Béarn
- 1693 : défense de Pignerol
- 1695 : Flandre, Deynse
- 1696 - 1697 : Meuse
- 1696-97 : Flandre
- 1702 : Nimègue
- 1703 : Rhin ; défense de Bonn ; Brisach, Landau
- 1704 : Italie, Suze, Aoste, Verrue (14 octobre - 9 avril 1705)
- 16 août 1705 : Cassano
- 1706 : Turin
- 1708 - 1712 : Dauphiné
- 1713 : Catalogne, Girone
- 1714 : Barcelone
- 1719 : guerre de la Quadruple-Alliance : Pyrénées ; sièges de Fontarabie, de Castelleon, de Saint-Sébastien, d’Urgel, de Roses
- 1733 : Rhin, Kehl
- 1734 : Philippsbourg (2 juin - 18 juillet)
- 1735 : Klausen
- 1739 - 1741 : Corse
- 1742 : Bavière, Prague
- 1743 : Flandre
- 1745 : Bas-Rhin ; Flandre, Termonde, Ath
- 1746 : Bruxelles, Mons, Raucoux (11 octobre)
- 1747 : Lawfeld (2 juillet), Berg-op-Zoom (14 juillet - 18 septembre)
- 1748 : Maëstricht

### Quartiers
- Nancy[1]